# Sri Ananda Acharya

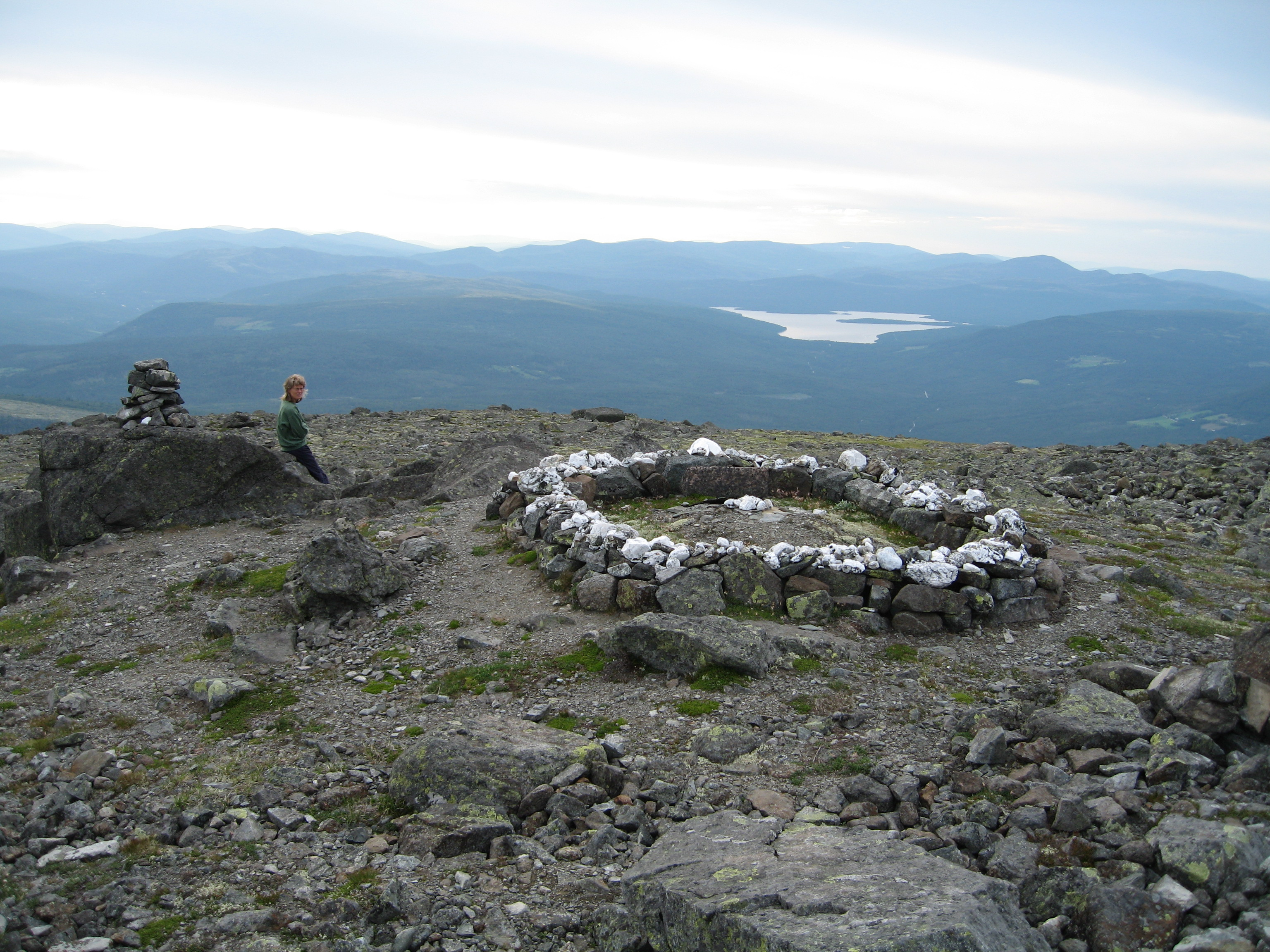
Barals Grab am Flattron.

Swami Sri Ananda Acharya (* 29. Dezember 1881 in Bengalen, Indien; † 8. Mai 1945 in Alvdal, Norwegen) war ein indischer Philosophieprofessor, Yogi, Guru und Poet.
Swami Sri Ananda Acharya war auch bekannt unter dem Namen Surenda Nath Baral, kurz Baral. Er zog im Jahre 1914 nach Norwegen und wohnte ab 1917 am Hang des Tronfjell unterhalb der Alm Tronsvangen, nahe Alvdal im Österdalen. Swami Sri Ananda Acharya schrieb mehr als 30 Bücher über Poesie, Philosophie und Spiritualität. Er war eng mit dem norwegischen Dichter und Philosophen Arne Garborg befreundet, der 10 Jahre lang nahe Alvdal wohnte. Der Gedankenaustausch beider fand Niederschlag in ihren Werken aus dieser Zeit. Swami Sri Ananda Acharya starb am Friedenstag, dem 8. Mai 1945, in Alvdal. Er wurde nahe dem Gipfel des Tronfjell beerdigt. Heute erinnert eine ca. 4 Meter hohe Gedenksäule, die auf dem Flattron-Plateau errichtet wurde, an Sri Ananda. Einige seiner Gedanken wurden auf Metallplatten graviert nahe dieser Säule angebracht.

## Friedensuniversität
Swami Sri Ananda Acharya entwickelte in zwei seiner Bücher aus den Jahren 1919 und 1921 die Idee einer Friedensuniversität. Ein auf 1200 Meter Höhe gelegenes Felsplateau des Tronfjell, üblicherweise als Flattron bezeichnet, nunmehr auch Friedensplateau genannt, wurde von ihm als idealer Standort gewählt. Swami Sri Ananda Acharyas Vorstellungen wurden Ausgangspunkt der Mt. Tron University of Peace Foundation, einer 1993 gegründeten Organisation zur Errichtung der Friedensuniversität auf dem Tronfjell. Der norwegische Architekturprofessor Knud Larsen hat die ersten Entwürfe für diese Universität gezeichnet.